# Psymberin
Psymberin, cũng được biết đến với tên gọi irciniastatin A, là một độc tố tế bào có nguồn gốc từ động vật thân lỗ ở biển. Nó được khám phá bởi hai nhóm nghiên cứu độc lập vào năm 2004. Psymberin có hoạt tính sinh học cao, liều gây chết trung bình (LC50) với nồng độ ở mức nano phân tử có thể phá hủy các loại khối u khác nhau.

## Sinh tổng hợp
Quá trình sinh tổng hợp psymberin trở nên được quan tâm vì nó có cấu trúc rất giống với pederin, một sản phẩm tự nhiên có nguồn gốc từ chi bọ cánh cứng Paederus. Điều này khiến cho các nhà nghiên cứu phải tìm ra các gen của sinh vật đã mã hóa việc tạo ra chất này.  Một cụm tổng hợp polyketid trans-AT, được xếp vào cụm Psy, có chứa hai nhóm gen lớn mã hóa cho hai PKS.  Nhóm gen nhỏ hơn, psyA, mã hóa một PKS với ba modul (domain), trong khi nhóm psyD lớn hơn mã hóa mười module PKS.  Protein có mười module PsyD này, cho đến nay, là protein với số module PKS cao nhất đã từng ghi nhận.  Những đoạn lớn của cụm gen psyD rất giống với những đoạn tương ứng trong cụm gen mã hóa pederin. Điều này cho thấy rằng psymberin và pederin có tương quan cả về cấu trúc lẫn sinh tổng hợp. Hình dưới đây cho thấy quá trình tổng hợp sinh học của psymberin dựa trên phân tích các cụm gen.  Số La Mã đại diện cho nhánh nào thuộc về Ketosynthase nào. Các domain được viền đỏ thể hiện là các protein vận chuyển.  Các chữ viết tắt tương ứng với hình bên dưới:  GNAT, GCN5-related N-acetyltransferase; CR, crotonase; KR, ketoreductase; KS0, non-elongating ketoreductase; OMT, O-methyltranfserase; C, nonribosomal peptide synthetase (NRPS) condensation domain; A, NRPS adenylation domain; MT, Methyltransferase; DH, deydratase; TE, Thioesterase; ?, unknown.